# Löneförmån
En löneförmån är en ersättning som arbetsgivaren betalar till arbetstagaren i annan form än i pengar. Det kan exempelvis handla om kompetenshöjande insatser som att låta den anställde gå en utbildning, att få betalt bredband hemma, flexibel arbetstid i form av att få jobba hemifrån en dag i veckan eller att få en prenumeration på en branschtidning. Löneförmåner kan, utöver lönen, vara ett sätt för en arbetsgivare att locka personal till sitt företag. Naturaförmåner är en form av löneförmån som betalas in natura. I de flesta länder är löneförmåner något som, åtminstone delvis, är föremål för beskattning.

## Fringis
Fringis är en försvenskning av engelskans fringe benefit och betyder förmån, som är utanför den ordinarie lönen och ofta är dold. Svenska Akademiens Ordlista (SAOL) anger uttrycket som "vardagligt" för gratis förmån. Synonymer.se ger följande synonymer till fringis: skattefri löneförmån, extraförmån, fringe benefit.